# Highlander (videogioco)
Highlander è un videogioco pubblicato nel 1986 dalla Ocean Software, legato al film Highlander - L'ultimo immortale uscito nello stesso anno.
Il videogioco non ricevette buone recensioni nelle riviste del settore: la rivista Sinclair User gli diede due stelle su cinque definendolo un tacchino d'oro. La rivista Crash gli diede un totale di 57% e lo definì totalmente noioso e quasi non giocabile. La rivista ZZap64 gli diede un totale di 30%.